# Victor Puiseux

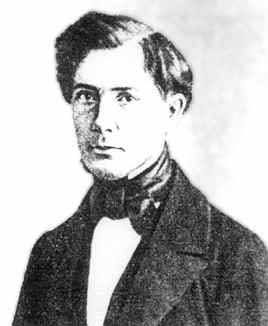
Victor Puiseux

Victor Alexandre Puiseux (ur. 16 kwietnia 1820 w Argenteuil pod Paryżem, obecnie departament Val-d’Oise  – zm. 9 września 1883 r. we Frontenay w historycznym regionie Franche-Comté, w obecnym departamencie Jury) – francuski matematyk i astronom.

## Życiorys
Gdy miał 3 lata, jego rodzina przeniosła się do Lotaryngii. Uczęszczał do gimnazjum w Pont-à-Mousson, a od 1834 uczył się w Collège Rollin w Paryżu. Tu uzyskał nagrody z fizyki (1836 r.) i matematyki (1837 r.). W 1837 r. uzyskał maturę i dostał się na studia w paryskiej École normale supérieure. Studia ukończył w 1840 r. z pierwszą lokatą, a w następnym roku uzyskał stopień doktora na podstawie rozprawy z astronomii, dotyczącej problemów mechaniki ruchów planet.
W latach 1841–1844 był profesorem matematyki w Collège Royal w Rennes, a następnie, do 1849 r., profesorem matematyki na Wydziale Nauk Ścisłych uniwersytetu w Besançon. W latach 1849–1855 oraz 1862-1868 pracował w École normale supérieure. Od 1855 do 1859 r. pracował również w paryskim Obserwatorium Astronomicznym.
Od 1857 r. był następcą Augustina Louisa Cauchy’ego na katedrze astronomii matematycznej na Wydziale Nauk Ścisłych w École polytechnique w Paryżu. Pełnił tę funkcję do 1868 r., kiedy to został zastąpiony przez Félixa Tisseranda. W latach 1868–1872 pracował we francuskim Biurze Miar.
Puiseux specjalizował się w analizie matematycznej. Rozwinął prace Augustina Louisa Cauchy’ego dotyczące funkcji wielu zmiennych. Wprowadził wiele nowych metod w pracach dotyczących funkcji algebraicznych. Posunął do przodu teorię mechaniki nieba, rozwiązując szereg problemów z zakresu ruchu planet i Księżyca.
Miał również w swoim życiu epizod alpinistyczny. W 1849 r. był m.in. uczestnikiem pierwszego wejścia na najwyższy wierzchołek góry Mont Pelvoux (3946 m n.p.m.) w grupie górskiej Écrins w Alpach Delfinackich, który później nazwano jego imieniem: Pointe Puiseux.
W 1871 r. został wybrany jednogłośnie członkiem sekcji matematycznej francuskiej Akademii Nauk (l’Académie des sciences), gdzie zajął miejsce innego wybitnego zmarłego matematyka, Gabriela Lamégo.
Syn Victora, Pierre Puiseux, był również matematykiem.